# Wairau Bar

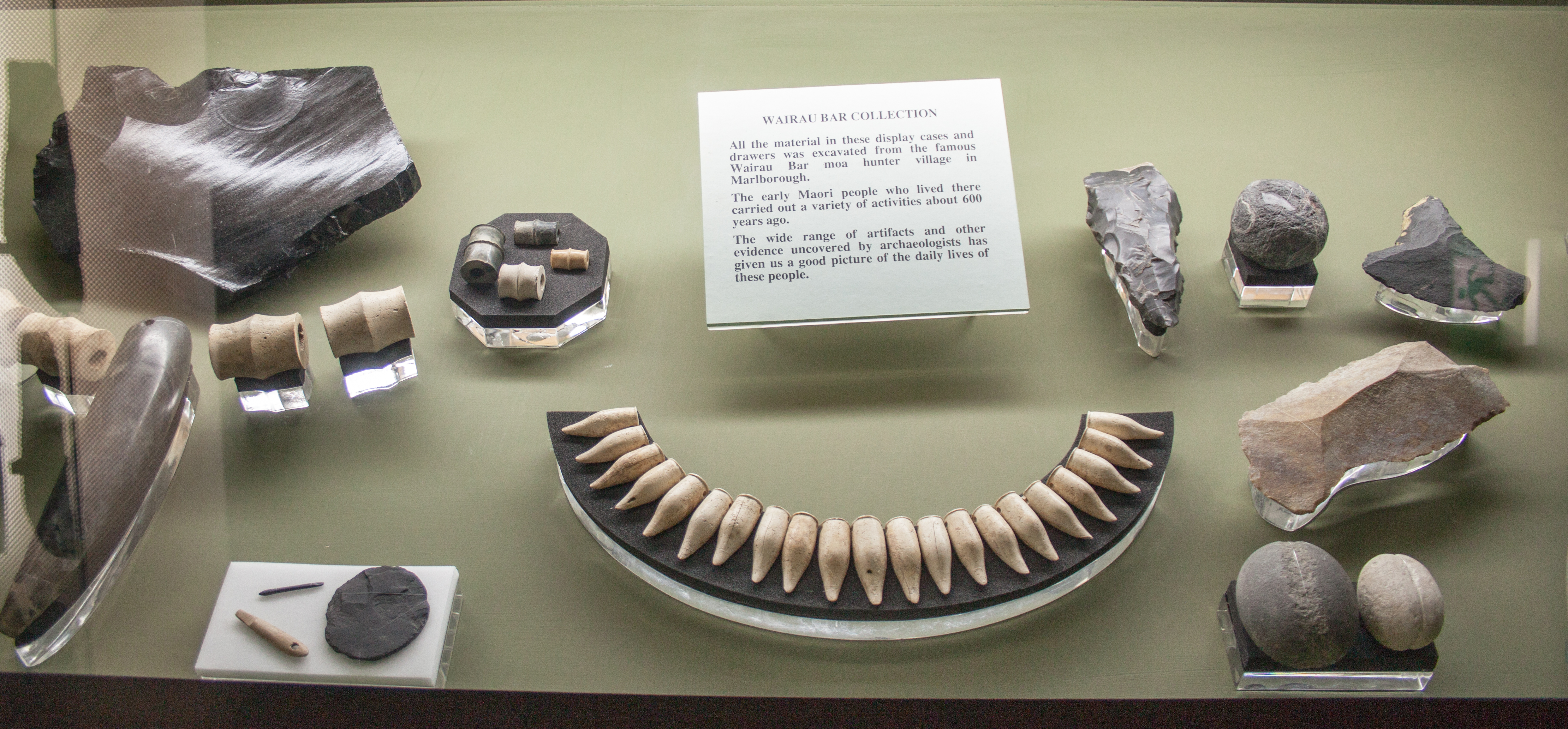
Korai maori leletek a Wairau Bar területéről a Canterbury Museumban

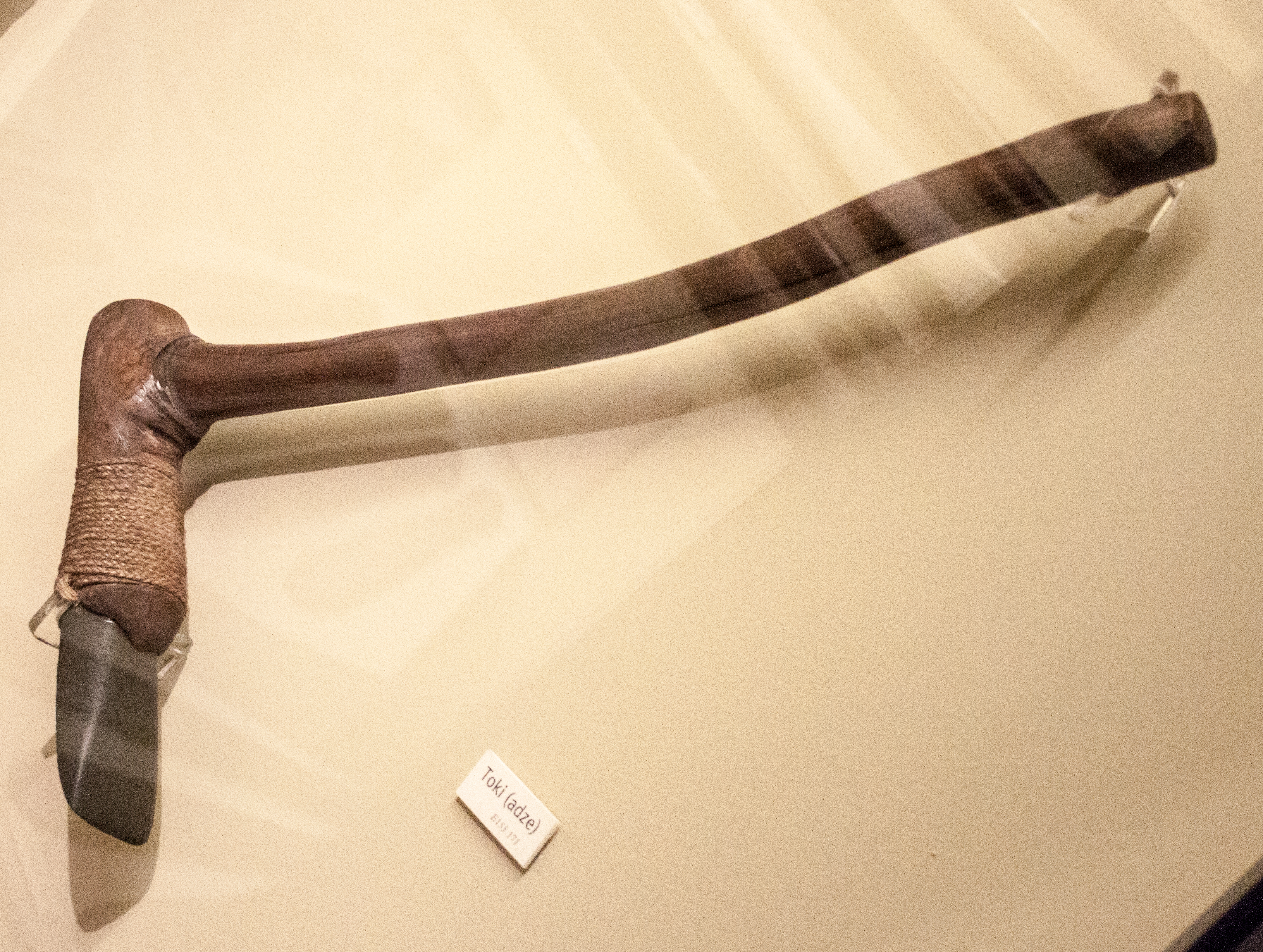
Kőbalta nyéllel a Canterbury Museumban

A Wairau Bar, vagy maori nyelven Te Pokohiwi, fontos új-zélandi régészeti lelőhely a Déli-sziget Marlborough régiójában, Blenheim városától néhány kilométerre keletre, a Wairau folyó torkolatában, a Cloudy-öböl partján. A 19 hektáros kavicspadon 1939-ben ősi maori leleteket találtak, amikről a későbbiekben kiderült, hogy az Új-Zélandra érkező maorik egyik első telephelyét képviselik. A régészeti kutatások eredménye szerint 1280 körül telepedett le itt a Kelet-Polinéziából érkező bevándorlók egy csoportja. Akkoriban ez a terület egy 1,1-szer 0,4 kilométeres, bozóttal borított sziget lehetett 2-3 méterrel a tengerszint felett.
Wairau Bar kulcsszerepet játszik az új-zélandi maori letelepedés kutatásában, mivel itt találták meg a maori tevékenység legrégebbi nyomait. Összesen 44 temetkezést tártak fel, emellett számos kőeszközt és állati csontot, köztük olyan kihalt állatok maradványait, mint a moafélék, a Haast-féle sas, és a polinéziai kuri kutya, gyűjtöttek össze. A maori csontvázakon végzett genetikai kutatások eddigi eredményei azt mutatják, hogy a bevándorlók a kelet-polinéziai Cook-szigetek, Marquises-szigetek és a Társaság-szigetek lakóival álltak közelebbi rokonságban.

## Története
A lelőhelyet Jim Eyles, a későbbi régész fedezte fel 13 éves korában, a család lakóhelye közelében. A Roger Duff vezette első kutatások temetkezési helyeket tártak fel, meglehetősen megzavart állapotban. Bruce McFadgen későbbi kutatásai kimutatták, hogy a leleteket nagy tengeri vihar vagy cunami károsíthatta. Összesen 44 sírt tártak fel és 2000 tárgyat, köztük 69 kőbaltát gyűjtöttek össze, mely utóbbiak közül csak három készült pounamu kőből. Már az első vizsgálatok arra mutattak, hogy a leletek a Marquises-szigetek kultúrájával rokoníthatók.

### A csontvázak elemzése
2009-ben korszerű eszközökkel újra megvizsgálták a korábban feltárt 44 csontvázat. Az elhunytak legtöbbje a 20-as éveiben vesztette életét. A két legidősebb 39, illetve 36 éves volt. a csontvázak között a legfiatalabb egy tinédzser csontváza volt. A fogazat-leletek mind stresszes gyermekkorról és viszonylag egészséges felnőttkorról, bár szegényes táplálkozásról tanúskodtak.
Minden felnőtt csontjain gyógyult törések voltak, ami jelzi, hogy támogató jellegű közösségben éltek. Gyakoriak voltak a vérszegénység és az ízületi gyulladás jelei. A férfiak átlagos magassága 175 cm, a nőké 161 cm volt, ami a polinéziaiak között magasnak számít. A csontvázak a sekély sírokban fejükkel kelet felé nyugodtak, a kelet-polinéziai gyakorlatnak megfelelően.

### Egyéb leletek
A 2009-2010-es kutatások során szénizotópos kormeghatározással pontosították a leletek korát és azok centrumát az 1288–1300 közötti időszakra tették. Azt is megállapították, hogy egy 20 éves időszak alatt két ízben is megtelepedtek itt a korai maorik. A sírokban a moa madár csigolyáiból készült nyakláncokat, egész moatojásokat (ezeket vízszállító edényként használták), agyagpala kőbaltákat, cápafogra hasonlító, de szerpentinkőből készült ékszereket, tetováló eszközöket is találtak. A telep leginkább kőbaltagyártó üzemként működött, fennállása idején a szilánkok mennyisége alapján szerint mintegy 12 000 kőbalta készülhetett itt, azaz évente 4-500 darab. Anyaguk főleg kemény agyagpala volt, de találtak két fejszét pounamuból is. A kőeszközöket természetes módon kialakult L alakú faágakhoz erősítették, és ezeket a szerszámokat főleg favágáshoz, fafeldolgozáshoz használták.
Feltárták nagyméretű, 1,5×4 méteres tűzhelyek maradványait is, amelyeken a Cordyline fruticosa (káposztapálma) gyökerét puhították 12-24 órán át a fogyaszthatóság érdekében. Ezt a növényt is ismerik, termesztik és fogyasztják szerte Polinéziában. Ez a növény jelenleg csak az Északi-sziget északi részén él meg, az itteni előfordulása azt jelzi, hogy a maori honfoglalás idején az éghajlat a mainál melegebb volt. 
A tűzhelyek helyén, használatuk után, hulladékhalmok alakultak ki, amelyek, mint sokfelé másutt is, régészeti szempontból sok értékes információt tartalmaztak. A hulladékrétegek alján talált kagylóhéjak jóval nagyobbak (250 mm-esek) voltak, mint a későbbiek. A moa madarak csontjai jelezték, hogy a tágabb környéken élő mind az öt moa-fajra vadásztak, de általában csak a combjaikat szállították a telephelyre. Ezeken kívül fókák, disznódelfinfélék, a kihalt Haast-féle sas és Eyles-féle héja (a mocsári rétihéja rokona), a fekete hattyú és a holló mára ugyancsak kihalt új-zélandi alfaja, a polinézek étkezési célra tartott kuri kutyája és patkánya, a hidasgyík, angolnafélék, rájafélék, holdhalfélék, cápák maradványait találták meg. A leletek egyben azt is alátámasztották, hogy a maorik letelepedésük után számos állatfaj kihalásához járultak hozzá.

### 2012-es kutatások
A dunedini Otago University munkatársai 2012-ben a legkorszerűbb módszerek segítségével újra megvizsgálták a Wairau Bar lelőhelyen talált csontvázakat, különös tekintettel a fogazatukra. Eredményeik szerint az ott eltemetett személyek egy része, táplálkozásukból ítélve, még Kelet-Polinéziában született, míg a leletek másik csoportjai már azt mutatják, hogy ők Új-Zélandon nőttek fel. Azt is kimutatták a DNS-vizsgálatok, hogy az ott eltemetett személyek viszonylag változatos eredetűek, nem állnak közeli rokonságban. Ebből azt a következtetést vonták le, hogy a migráció szervezett volt, és nem egy közeli rokonokból álló csoport véletlenszerű elsodródása vagy menekülése. A DNS-vizsgálatok eddigi eredményei leginkább a marquises-szigeteki rokonságra utalnak.

## Fordítás
- Ez a szócikk részben vagy egészben a Wairau Bar című angol Wikipédia-szócikk ezen változatának fordításán alapul.  Az eredeti cikk szerkesztőit annak laptörténete sorolja fel. Ez a jelzés csupán a megfogalmazás eredetét és a szerzői jogokat jelzi, nem szolgál a cikkben szereplő információk forrásmegjelöléseként.